# Adolf Hühnlein

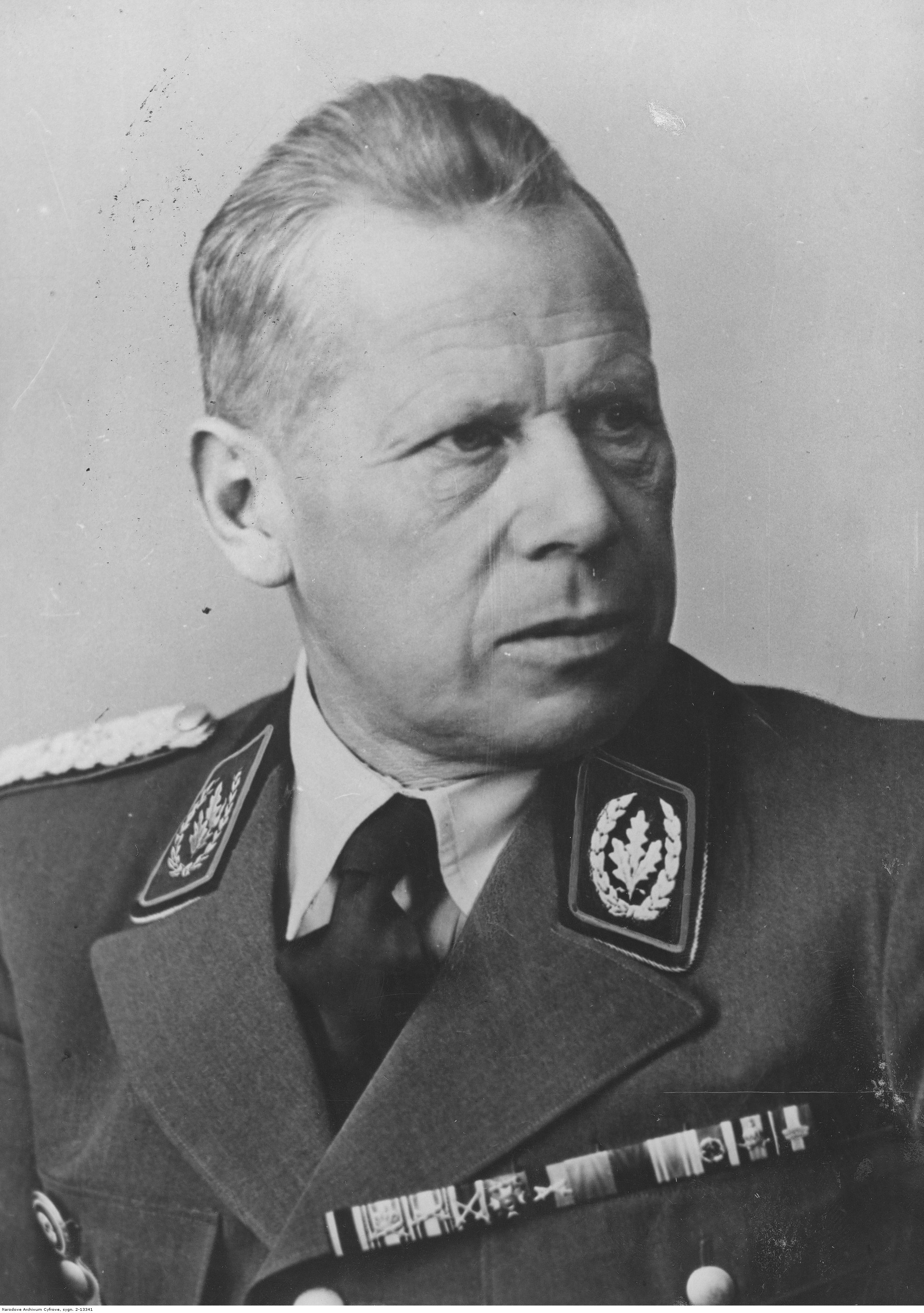
Adolf Hühnlein (1942)

Adolf Hühnlein (* 12. September 1881 in Neustädtlein bei Bayreuth; † 18. Juni 1942 in München) war ein deutscher Offizier sowie Korpsführer des Nationalsozialistischen Kraftfahrkorps (NSKK).

## Leben
Hühnleins Vater Friedrich († 1896) war Lehrer. Seine Mutter hieß Kunigunde Opel. Er verheiratete sich 1906 mit Paula Däumling. Aus der Ehe gingen drei Kinder hervor, wovon eines früh starb.

### Militärkarriere
Hühnlein absolvierte das Humanistische Gymnasium Christian-Ernestinum in Bayreuth und trat im Oktober 1900 zunächst als Einjährig-Freiwilliger in das 7. Infanterie-Regiment „Prinz Leopold“ der Bayerischen Armee ein. Mitte Januar 1901 wurde er zum 1. Pionier-Bataillon versetzt. Nachdem er die Kriegsschule erfolgreich besucht hatte, wurde Hühnlein am 9. März 1902 zum Leutnant befördert. Nach Kommandierungen zur Gewehrfabrik Amberg sowie zur Artillerie- und Ingenieur-Schule wurde Hühnlein Anfang März 1907 in das Telegraphen-Detachement versetzt. Von 1909 bis 1912 absolvierte Hühnlein die Kriegsakademie, die ihm die Qualifikation für die Höhere Adjutantur und das Lehrfach aussprach. Im Anschluss daran wurde er als Adjutant bei der Pionier-Inspektion verwendet und mit der Beförderung zum Hauptmann am 1. Oktober 1913 zur Inspektion des Ingenieurkorps kommandiert. Am 25. April 1914 folgte seine Versetzung zu dieser.
Zu Beginn des Ersten Weltkriegs wurde Hühnlein zum Stab des Generals der Pioniere beim Armeeoberkommando 6 versetzt. Am 1. April 1916 kehrte er in den Truppendienst zurück und wurde Führer der Reserve-Pionier-Kompanie 5. Mit ihr war er bis Anfang 1917 in Rumänien im Einsatz. Er kam am 22. Januar 1917 kurzzeitig zum Stab des 1. Pionier-Ersatz-Bataillons und war vom 10. Februar bis 2. November 1917 Kommandeur des Pionier-Bataillons 15 an der Westfront. Anschließend folgte seine Versetzung als Zweiter Generalstabsoffizier in den Stab der bayerischen 15. Infanterie-Division. Im Mai 1918 kam Hühnlein zum Stab des Generalkommandos z. b. V. 57, wo er das Kriegsende erlebte.

Nach dem Krieg wurde er Kompanieführer im Freikorps Epp. Ihm gelang bald darauf die Übernahme in die Vorläufige Reichswehr. Dort wurde er zunächst im Pionier-Bataillon 21 verwendet. Nach der Bildung der Reichswehr kam Hühnlein in den Stab des Infanterieführers VII und als Major 1923 in den Stab des Gruppenkommandos 1 nach Berlin. Im gleichen Jahr wurde er an die Artillerie-Schule Jüterbog kommandiert. Als Angehöriger des „Bundes Reichskriegsflagge“ agierte Hühnlein im November 1923 beim Hitler-Ludendorff-Putsch und musste sechs Monate Festungshaft in München-Stadelheim und Landsberg am Lech verbüßen. Daraufhin wurde er zum 31. Dezember 1923 aus der Reichswehr entlassen.

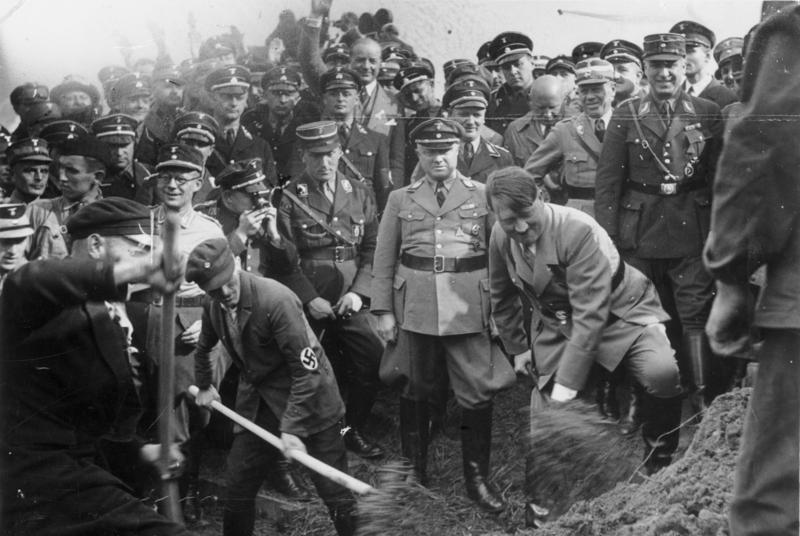
Adolf Hühnlein (im Hintergrund oberhalb von Hitlers Schulter) 1933 beim ersten Spatenstich zur Reichsautobahn

### Nationalsozialismus
Nach seinem Abschied aus dem aktiven Militär wurde Hühnlein in die „Oberste SA-Führung“ berufen und 1925 sogar Quartiermeister der NSDAP. Hühnlein war seit 1927 Chef des SA-Kraftfahrwesens respektive ihrer Vorgängerverbände, der 1930 gegründeten SA-Motortrupps, sowie des Nationalsozialistischen Automobilkorps (NSAK). 1931 folgte das Nationalsozialistische Kraftfahrkorps (NSKK) als Unterabteilung der ständig wachsenden SA, deren neuer Stabschef Ernst Röhm war. Hühnlein war dort zunächst Stellvertreter, Dienstrang Korpsführer. Hühnlein selbst stieg 1933 zum SA-Obergruppenführer auf.
Im Juni 1933 wurde er als NSKK-Korpsführer mit der Aufgabe betraut, die Zusammenlegung des SA-eigenen Kraftfahrwesens und jenes des NSKK zu organisieren und wurde zum Mitglied des Reichsführerrings des deutschen Sports ernannt. Auch erfolgte im selben Jahr seine Wahl als Mitglied des Reichstages. 1934 organisierte er die 2000 km durch Deutschland-Rallye. Am 1. September 1934, nach der Ermordung Ernst Röhms, ernannte Hitler ihn zum Korpsführer des neuen, zur selbständigen NSDAP-Gliederung aufgewerteten NSKK. Auch erfolgte Hühnleins Berufung zum Präsidenten für die Oberste Nationale Sportkommission für den Automobilsport in Deutschland. In dieser Funktion begleitete er die Silberpfeile der Auto Union AG und von Mercedes-Benz zu den nationalen und internationalen Rennen und organisierte auch die Geschwindigkeitsrekordfahrten auf der AVUS und der Autobahn Frankfurt-Darmstadt. Bei einer dieser Rekordfahrten verunglückte Bernd Rosemeyer 1938 tödlich. Da fast alle deutschen Rennfahrer Mitglied im NSKK waren, nahm Hühnlein Siege zum Anlass, erfolgreiche Fahrer zu befördern.
Am 14. Mai 1936 erhielt Hühnlein den Charakter als Generalmajor der Wehrmacht. Am 8. November 1938 erschien ein Bericht im Völkischen Beobachter, wonach Hühnlein zusammen mit dem Oberingenieur Winkelmann in einem Kraftfahrzeug (5,4 l) eine „Rekordfahrt“ auf der Reichsautobahnstrecke Berlin-München unternahm. Die Gesamtstrecke von 527 Kilometern legte er in rund vier Stunden zurück. Am 22. Februar 1940 wurde Hühnlein die Funktion eines „Beauftragten für den motorisierten Transport der Kriegswirtschaft“ übertragen. Sein direkter Vorgesetzter war Hermann Göring. Hühnlein gehörte außerdem als Verwaltungsrat der Gesellschaft Reichsautobahnen an und war Mitglied des Reichsverkehrsrates und der Reichsarbeitskammer. Während des Zweiten Weltkrieges war er Beauftragter für den motorisierten Transport der Kriegswirtschaft.
Unter der Führung von Adolf Hühnlein wurde das NSKK zu einer paramilitärischen Hilfsorganisation der Wehrmacht beziehungsweise des Staates, die sich um die Ausbildung des Kraftfahrer- und Rennsportnachwuchses kümmerte und während des Zweiten Weltkriegs als Transportorganisation auch in den besetzten Gebieten und bei Deportationen in die Vernichtungslager eingesetzt wurde. Sein Nachfolger als NSKK-Korpsführer wurde Erwin Kraus.

### Tod
Hühnlein erkrankte 1941 schwer. Er starb am 18. Juni 1942 im Alter von 60 Jahren in München an einer Krebserkrankung. Hühnlein erhielt nach seinem Tod ein Staatsbegräbnis und Hitler verlieh ihm posthum die oberste Stufe des Deutschen Ordens, die höchste Auszeichnung der NSDAP. 

### Ehrungen
Hühnlein war Ehrenbürger von Bayreuth (ernannt 1937, aberkannt 2013) und Bad Gandersheim.
Die Motorsportschule des NSKK Nordmark in Nordoe trug den Namen „Adolf Hühnlein“. Das Gebäude wird heute von der Bundesnetzagentur genutzt.